# Jan Pretscheck
Jan Pretscheck (* 29. März 1981 in Dresden) ist ein deutscher Volleyballtrainer. 2014 war er Cheftrainer des Bundesligisten VC Dresden.

## Werdegang
Pretscheck  kam im Alter von 12 Jahren beim USV TU Dresden in Kontakt mit der Sportart Volleyball und spielte später in der Landesauswahl Sachsen Jg. 81/82 u. a. mit Eric Koreng. Im Alter von 17 Jahren widmete er sich dann intensiv dem Trainerdasein, da die eigene sportliche Karriere als Spieler aufgrund von zahlreichen Verletzungen keine Erfolgsaussichten hatte.

## Karriere im Seniorenbereich
Pretscheck begann seine Karriere als professioneller Volleyballtrainer im Jahr 2001 beim VC Dresden und gewann dort als bisher einziger Trainer (in ganz Deutschland) in allen Altersklassen der männlichen Jugend (U13, U14, U16, U18, U20) jeweils einen Deutschen Meistertitel. Im Jahr 2008 wurde er zum Bundesligatrainer (2. Liga Männer Süd) berufen. Als Nachfolger von Sylvia Roll war er ab Januar 2014 Cheftrainer in der Bundesliga und erreichte mit dem VC Dresden den Klassenerhalt. Im Dezember 2014 kam für die Dresdner aufgrund eines Insolvenzantrags das Aus in der ersten Liga. Zur Saison 2016/17 wechselte Pretscheck zum Chemnitzer PSV und erreichte auf Anhieb den Meistertitel in der 3. Liga Ost der Frauen. Da der Verein sein Aufstiegsrecht anders als vereinbart nicht wahrnahm, wechselte er zum VSV Oelsnitz, welche 2017/18 in der 3. Liga Ost der Männer spielten. Durch Verletzungspech steig diese Mannschaft nach dem Vize-Herbstmeistertitel am Ende der Saison noch ab. Zur Saison 2018/19 übernahm er die Frauenmannschaft des SSV Lichtenstein, welche am Ende den 3. Platz in der Regionalliga Ost erreichte. Seit Februar 2022 trainiert Pretscheck die L.E. Volleys in  Leipzig (2. Bundesliga Männer Süd). Nach dem Abstieg in die Dritte Liga Ost gelang 2023 der sofortige Wiederaufstieg in die 2. Bundesliga Süd.
Pretscheck trainierte zahlreiche spätere deutsche Nationalspieler, u. a. Simon Hirsch, Paul Sprung und Oskar Klingner.